# 皮肤杆菌属
皮肤杆菌属为分枝杆菌科的一个属。该属的模式种为白色皮肤杆菌(Bactoderma alba)。

## 下属物种
本属包括以下物种：
- 白色皮肤杆菌 Bactoderma album Tepper and Korshunova 1973，也拼作：Bactoderma alba
- Bactoderma roseum (Winogradsky and Winogradsky 1933) Tepper and Korshunova 1973，也拼作：Bactoderma rosea